# Myrmarachne nigra
Myrmarachne nigra là một loài nhện trong họ Salticidae.
Loài này thuộc chi Myrmarachne. Myrmarachne nigra được Tord Tamerlan Teodor Thorell miêu tả năm 1877.